# Guillaume de l'Hôpital
Guillaume François Antoine, marqués de l'Hôpital (París, 1661 – París, 2 de febrero de 1704) fue un matemático francés. El más importante de sus logros es el descubrimiento de la regla de L'Hôpital, atribuido a su nombre, que se emplea para calcular el valor límite de una fracción donde numerador y denominador tienden a cero o ambos tienden al infinito.
L'Hôpital nació en París, Francia. Inicialmente planeó una carrera militar, pero su pobre visión le obligó a cambiar a las matemáticas. 
Entre sus logros fueron la determinación de la longitud de arco de la gráfica logarítmica, una de las soluciones al problema de la braquistócrona, y el descubrimiento de una singularidad punto de inflexión en la evoluta de una curva plana, cerca de un punto de inflexión; independientemente al trabajo de otros matemáticos contemporáneos, como Isaac Newton.[cita requerida]
Es también el autor del primer libro de texto conocido sobre cálculo diferencial, L'Analyse des Infiniment Petits pour l'Intelligence des Lignes Courbes (“Análisis de los infinitamente pequeños para el entendimiento de las líneas curvas”). Publicado en 1696, el texto incluye las clases de su profesor, Johann Bernoulli, en donde Bernoulli discute la indeterminación 00. Este es el método para resolver estas indeterminaciones a través de derivadas sucesivas que lleva su nombre.
En 1694, Bernoulli y l'Hôpital acordaron que l'Hôpital le pagaría trescientos francos anuales para que le transmitiera sus descubrimientos, que l'Hôpital describiría en su libro.[cita requerida] En 1704, tras la muerte de l'Hôpital, Bernoulli reveló la existencia del trato, asegurando que la mayoría de los descubrimientos que aparecían en el libro de l'Hôpital's eran suyos.[cita requerida] En 1922 se encontraron documentos que apoyaban la tesis de Bernoulli.[cita requerida] La creencia generalizada de que l'Hôpital trató de aprovecharse del descubrimiento de la regla que lleva su nombre ha resultado falsa. Publicó su libro anónimamente, agradeciendo la ayuda prestada por Bernoulli en la introducción, y nunca dijo ser el descubridor de la regla.

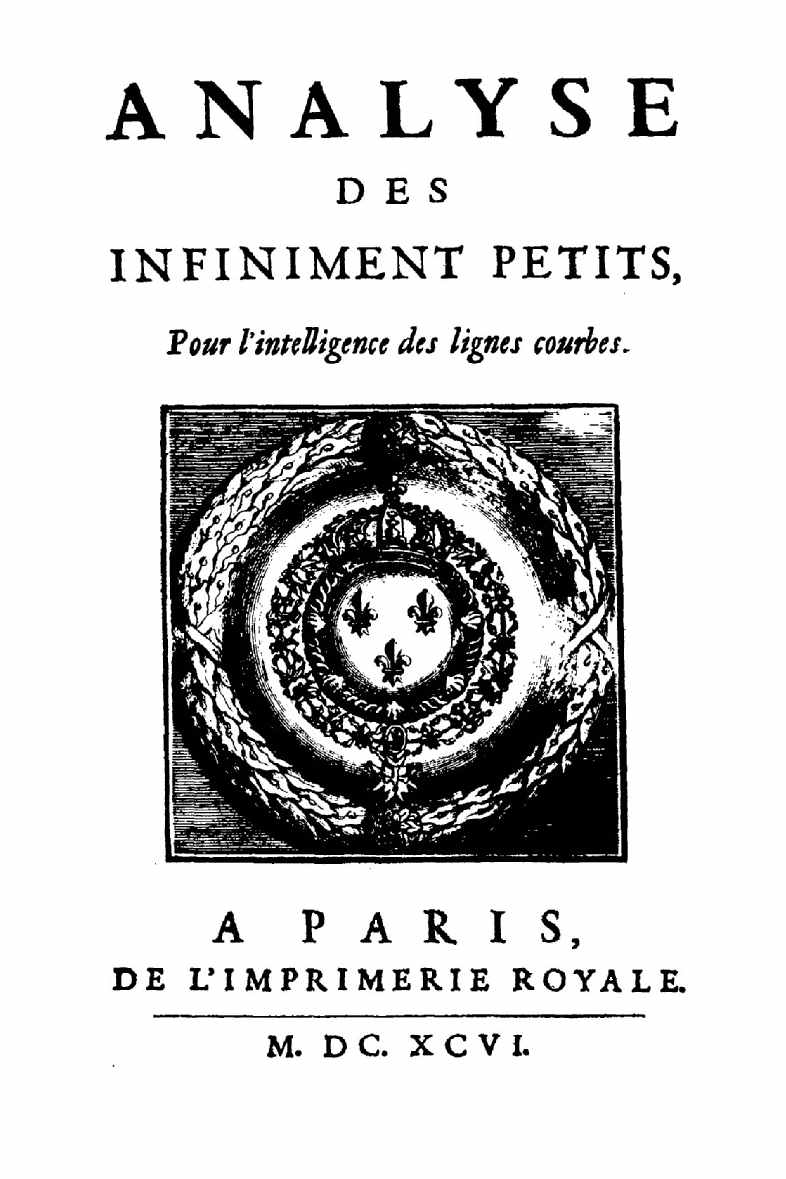
Analyse des infiniment petits pour l'intelligence des lignes courbes, 1696
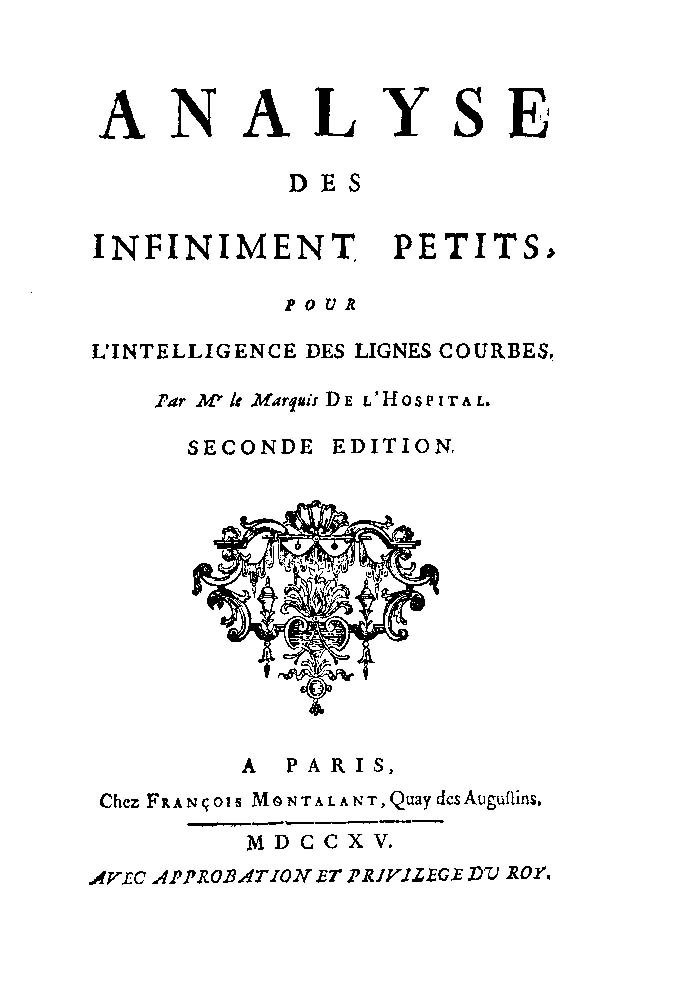
Analyse des infiniment petits pour l'intelligence des lignes courbes, 1715
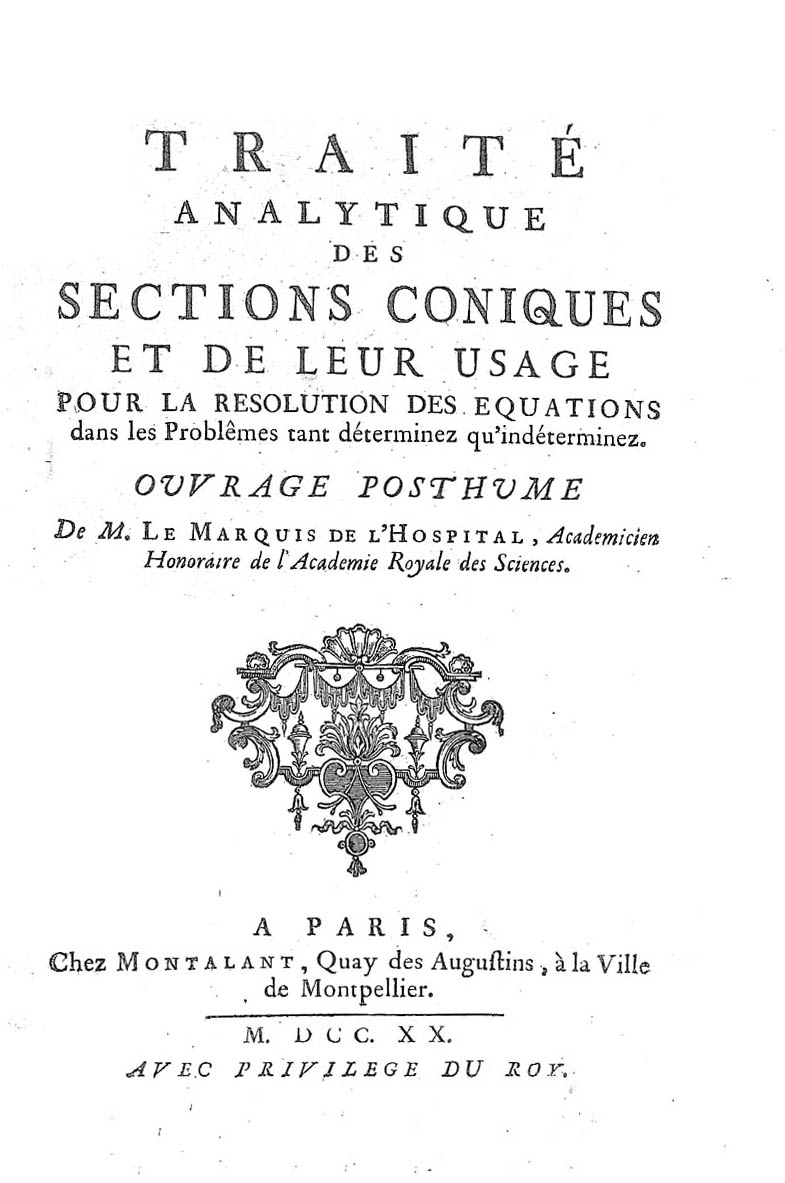
Traité analytique
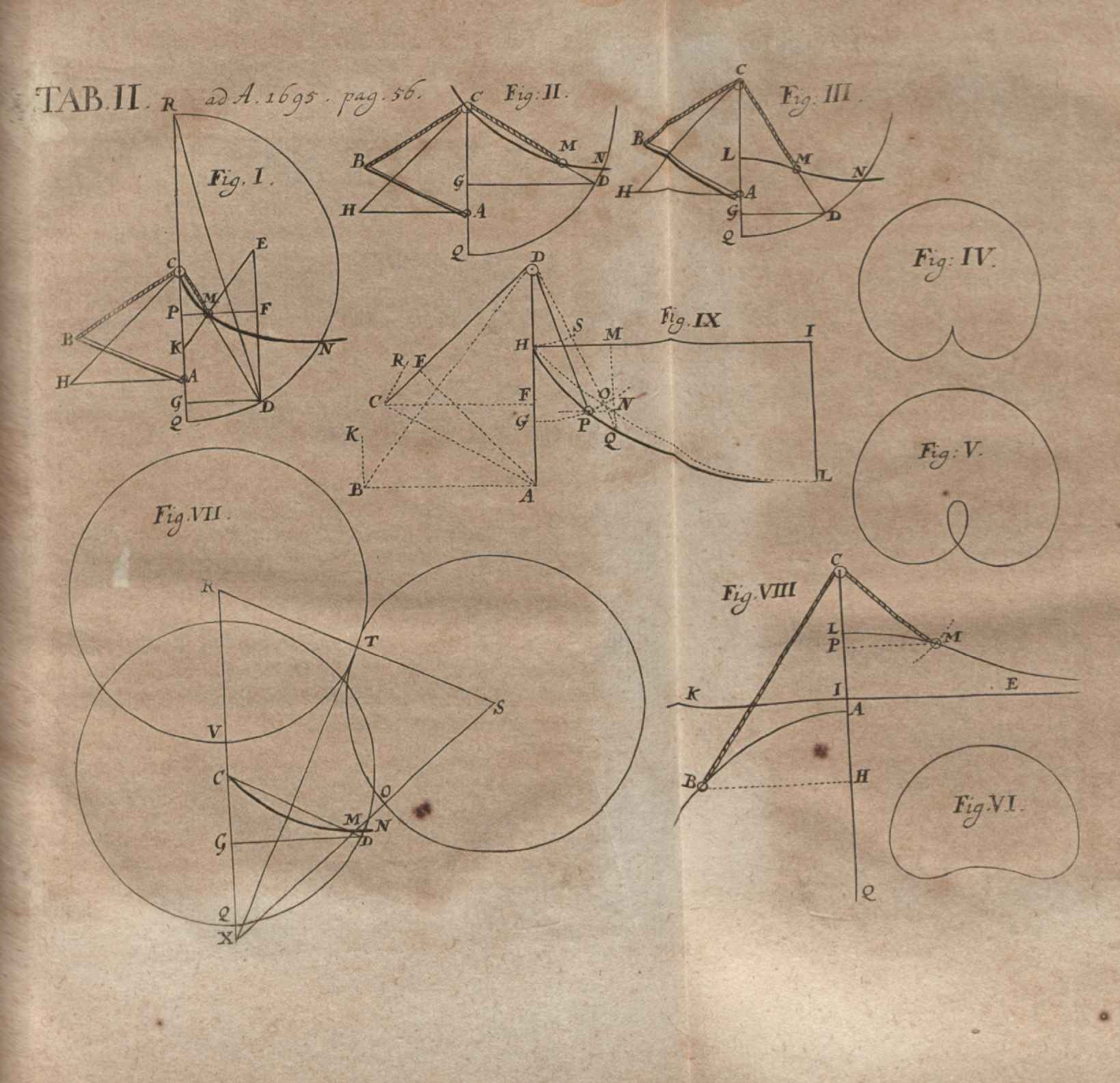
Ilustración del Solutio Problematis Physico Mathematici (Acta eruditorum, 1765)